# Leucochitonea
Leucochitonea es un género de lepidópteros ditrisios de la subfamilia Pyrginae dentro de la familia Hesperiidae.

## Especies
- Leucochitonea amneris (Rebel & Rogenhofer, 1894)
- Leucochitonea hindei Druce, 1903
- Leucochitonea levubu Wallengren, 1857